# Nicaise De Keyser
Jhr. Nicaise De Keyser (voornaam ook wel Nicaas, Nikaas of Nicasius; Zandvliet, 26 augustus 1813 - Antwerpen, 17 juli 1887) was een Belgisch romantisch kunstschilder en lithograaf. De Keyser was een sleutelfiguur van de Belgische academische kunst. Samen met Gustaaf Wappers was hij een van de leidinggevende figuren van de Belgische romantiek. Hij schilderde voornamelijk portretten en historische taferelen, vaak in opdracht van vorstenhuizen en vooraanstaande en adellijke families. Naar hem is in Antwerpen de De Keyserlei genoemd. Tot zijn bekendste werken behoren De Slag der Gulden Sporen (1836) en de cyclus De Roem van de Antwerpse Kunstschool (1862-1874) in de trappenhal van het Koninklijk Museum voor Schone Kunsten Antwerpen (KMSKA).
Nicaise De Keyser kreeg zijn opleiding aan de Koninklijke Academie voor Schone Kunsten van Antwerpen. Hij was van 1855 tot 1879 directeur van de Antwerpse Academie, voorzitter van het academisch korps en conservator van het Koninklijk Museum voor Schone Kunsten Antwerpen.

## Jeugd en afkomst
In 1813 werd De Keyser als landbouwerszoon in Zandvliet geboren op de boerderij van zijn ouders. Zijn vader Henricus De Keyser (1769-1848) was landbouwer en was gehuwd met Marie De Lie (1780-1863). Zijn geboortehuis was gelegen aan de Zuidhavendijk in Zandvliet. Het was later gekend als de Nicaise De Keyserhoeve, maar werd in 1975 gesloopt nadat het omgevormd was tot een tehuis.

Tijdens het hoeden van de koeien en schapen tekende hij de dieren in de weide, voorbijvarende schepen en de mooie polderzichten die hij vaak schetste op papier. Als kind hielp hij zijn buurman en wagenmaker Schroyers met het beschilderen van afgewerkte houten karren. De Keyser mocht er versieringen in de vorm van bloemetjes op schilderen. De verfoverschotten mocht hij meenemen om thuis te oefenen. 

## Opleiding
Dat de jonge Nicasius tekentalent had, werd opgemerkt door zijn ouders. Van zijn vader kreeg hij een kleurendoos die hij had meegebracht uit Antwerpen zodat de jonge Nicasius professioneler aan zijn tekeningen kon werken. Zijn vader liet aan De Keyser toe om kunstonderricht te volgen, hetgeen niet vanzelfsprekend was in die tijd omdat dit impliceerde dat er een kostwinner minder was op de boerderij.
Toen de Antwerpse schilder Joseph Jacops (1805-1855) bij De Keyser’s nonkel in Zandvliet op bezoek kwam, zag hij meteen het talent van De Keyser en zorgde hij ervoor dat Nicaise kon studeren aan de Academie in Antwerpen. 
Op 14-jarige leeftijd schilderde hij ter gelegenheid van Kerstmis voor zijn buurvrouw het schilderij “Kindje Jezus in zijn kribbe”, een van zijn eerste wapenfeiten. Op die leeftijd kon hij reeds schilderijtjes verkopen zodat hij cadeautjes kon kopen voor zijn zussen. De Keyser woonde toen even in bij mevrouw Isabella Maria Francisca Nauwelaers Carpentero, de weduwe van de kunstschilder Jan Karel Carpentero (1784-1823).
De opbrengst van zijn werken was in die periode reeds voldoende om in zijn eigen onderhoud te kunnen voorzien. Op zijn 18de kocht hij een boerderij in Berendrecht en schonk die aan een familielid die bij een overstroming alles verloren zag gaan.
De talentvolle De Keyser wordt voorgesteld aan Mattheus Ignatius van Bree, op dat moment directeur van de Koninklijke Academie voor Schone Kunsten van Antwerpen en wordt leerling aan de academie. Hij kreeg er schilderlessen bij Joseph Jacops en van Bree.

## Stijl en oeuvre
Nicaise De Keyser schilderde veel werken die de Belgische geschiedenis verheerlijkten. Zijn stijl was geïnspireerd op die van beroemde voorgangers zoals Peter Paul Rubens en werd gekenmerkt door duidelijke omlijnde vormen, harmonieuze composities en geïdealiseerde figuren.
Hij was een veelzijdig kunstschilder met een divers oeuvre: schilderijen met historische taferelen, waaronder veldslagen, portretschilderijen, maar ook landschapsschilderijen, romantische interieurtaferelen en oriëntalistische werken.
Op 21-jarige leeftijd maakte hij al furore met het schilderij Christus aan het Kruis. Volgens de kunstcriticus Camille Lemonnier wou De Keyser met dit doek rivaliseren met Peter Paul Rubens. Het Salon van 1830, dat een paar weken voorafging aan de onafhankelijkheid van België, impliceerde voor De Keyser een ommekeer.

### ‘Slag der Gulden Sporen’ (1835)
De historieschilderkunst was de meest prestigieuze drager van het beeld. In de eerste helft van de 19de eeuw evolueerde de historieschilderkunst van Bijbelse historiestukken meer en meer naar historiestukken die de vaderlandse geschiedenis uitbeelden.
Een van de hoogtepunten binnen de historieschilderkunst in het nieuwe België, betrof het schilderij Slag der Gulden Sporen (1835) van Nicaise De Keyser.
De publieke impact van dit schilderij was groot. Het historisch stuk over de beroemdste veldslag uit de Vlaamse geschiedenis was het eerste in een reeks waarin later ook de Slag van Woeringen (1839) en de Slag van Nieuwpoort (1844) aan bod zouden komen. De Keyser zou voor het maken van het groot historische doek geïnspireerd geweest zijn door het boek Bataille de Courtrai ou des éperons d'or (1834) van Auguste Voisin, de bibliothecaris van de Gentse Universiteit.
Het doek “Slag der Gulden Sporen”, dat 4m86 op 6m20 groot was, beeldde het ogenblik uit waarop Willem van Saeftinghe Robrecht van Artois doodde. Centraal in het werk stond de Vlaamse overwinning. Het schilderij kreeg veel lof, onder meer wegens de historische accuraatheid. In augustus 1836 werd het tentoongesteld in het Antwerpse Vleeshuis. Een maand later was het te zien op het Brusselse salon. Het betrof het eerste Salon dat een officieel karakter had dankzij het Koninklijk Besluit van 7 januari 1835. Niet alleen De Keyser pakte op het eerste officiële Brusselse Salon groots uit. Gustaaf Wappers toonde zijn Afscheid van Karel I. Tasso in zijn cel van Louis Gallait was er te zien. Ferdinand de Braekeleer stelde er het werk Spaanse Furie tentoon en Hendrik Leys was vertegenwoordigd met Moord op de magristraten te Leuven.
Het schilderij werd door de stad Kortrijk aangekocht voor het Stedelijk Museum. Op 15 augustus 1841 werd “Slag der Gulden Sporen”, dat lange tijd de “Slag bij Kortrijk” werd genoemd, in het museum plechtig ingehuldigd, in aanwezigheid van De Keyser. Het schilderij droeg bij tot de verankering van de Guldensporenslag in het Vlaamse, dan wel Belgische collectieve bewustzijn.
Het historische werk van De Keyser was een belangrijke inspiratiebron voor andere kunstenaars. Hendrik Conscience werd hoogstwaarschijnlijk geïnspireerd tot het schrijven van zijn boek “De leeuw van Vlaanderen” na het zien van het schilderij.
Het doek vormde ook de aanleiding voor de Belgische historicus Jules de Saint-Genois om enkele gedichten te schrijven over de Guldensporenslag. Ook Prudens van Duyse had De Keyser’s doek voor ogen toe hij in 1838 het gedicht “Groeninge” schreef.
Tijdens de Tweede Wereldoorlog wordt het originele schilderij in juli 1944 echter vernietigd door een bombardement op Kortrijk. Gelukkig schilderde De Keyser nog een tweede versie van het werk op een kleiner formaat. Dit werk bevindt zich nog steeds in de collectie van de stad Kortrijk.
Het monumentale schilderij van De Keyser wordt vermeld en staat - gespreid op twee pagina's - afgebeeld in de Canon van Vlaanderen.

### ‘Slag bij Woeringen’ (1839)
Het succes van Slag der Gulden Sporen bracht De Keyser ertoe om andere veldslagen uit te beelden. Zo zette hij, in opdracht van het Brussels Staatsmuseum, op een niet minder indrukwekkend formaat De slag bij Woeringen op doek. Deze beroemde veldslag op 5 juni 1288 betekende het einde van de Limburgse successieoorlog en was heel bepalend voor de vrede in onze streken. 
Het schilderij is gigantisch: 5 meter 25 cm op 7 meter 83 cm. Aan de ene zijde stonden de troepen van Jan I van Brabant gesteund door Arnold V van Loon en burgers van de vrije rijksstad Keulen. Tegenover hen stonden de troepen van de de aartsbisschop van Keulen, de Limburgers, de Luxemburgers en de Geldersen.
Dat schilderij werd tentoongesteld op het Brusselse Salon van 1839. Na Slag der Gulden Sporen, een Vlaams historisch werk, betrof Slag bij Woeringen een Brabants historisch werk. Beide schilderijen waren ideaal voor de verering van het jonge Belgische nationalisme. 
Ondanks een zekere "veldslagmoeheid" bij het publiek, wordt het schilderij toch een succes. Hij wint er gouden medailles mee in Parijs en Den Haag. Hij stelt het werk ook tentoon in Duitse steden. Het hoogtepunt betrof echter een tentoonstelling in het Louvre, waar Slag bij Woeringen tentoongesteld werd naast een werk van Eugène Delacroix.
Op 8 december 1839 krijgt De Keyser een ereteken van de Leopoldsorde.
'Slag bij Woeringen' bevindt zich nog steeds in de collectie van de Koninklijke Musea voor Schone Kunsten van België in Brussel.

### ‘Slag bij Nieuwpoort’ (1843)
Willem II der Nederlanden was een gepassioneerde kunstverzamelaar. Na het zien van De Slag van de Gulden Sporen (1836) en De Slag bij Woeringen (1839), gaf Willem II de opdracht aan De Keyser om een schilderij te maken over een andere veldslag: “De Slag bij Nieuwpoort” (1843). Het succes van “De Slag bij Nieuwpoort” betekende het beginpunt van een serie van werken die De Keyser maakte voor de Nederlandse Koninklijke familie. Een daarvan betrof een schilderij over nog een andere veldslag: “Slag bij Seneffe (1849)”, een werk dat pas voltooid geraakt na het overlijden van Willem II.
Vandaag is alleen nog een kleinere versie van het schilderij bekend. Die versie (66 x 94 cm) bevindt zich in de Koninklijke Verzamelingen in Den Haag.

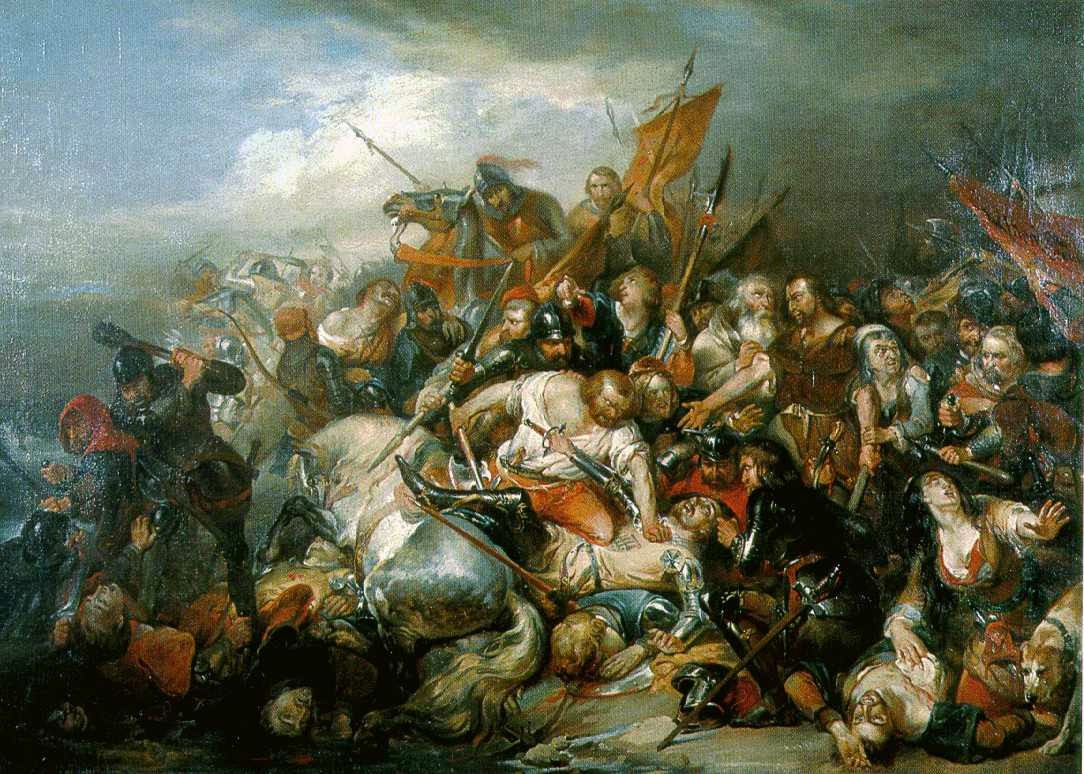
Slag der Gulden Sporen (1836) (Broel Museum, Kortrijk)
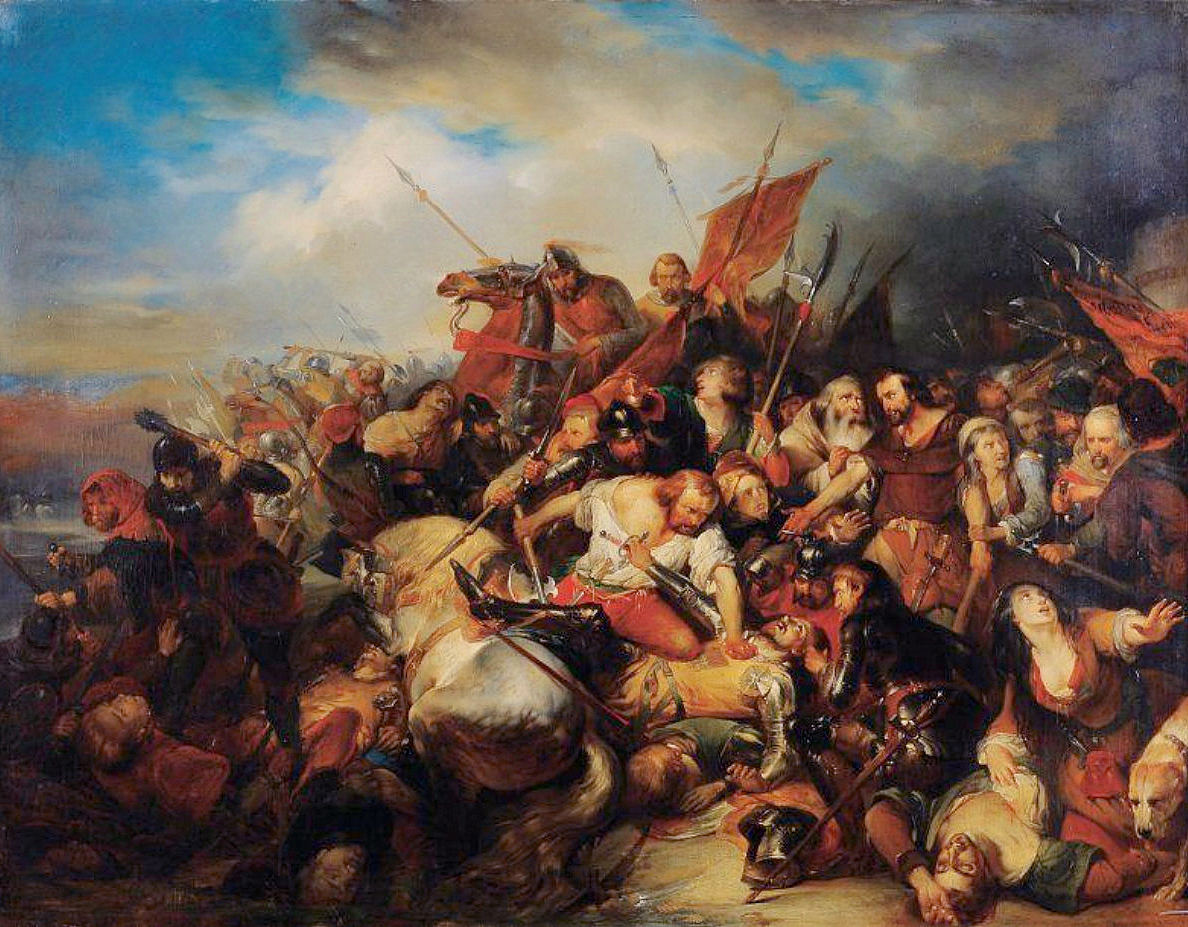
Slag der Gulden Sporen (1836)
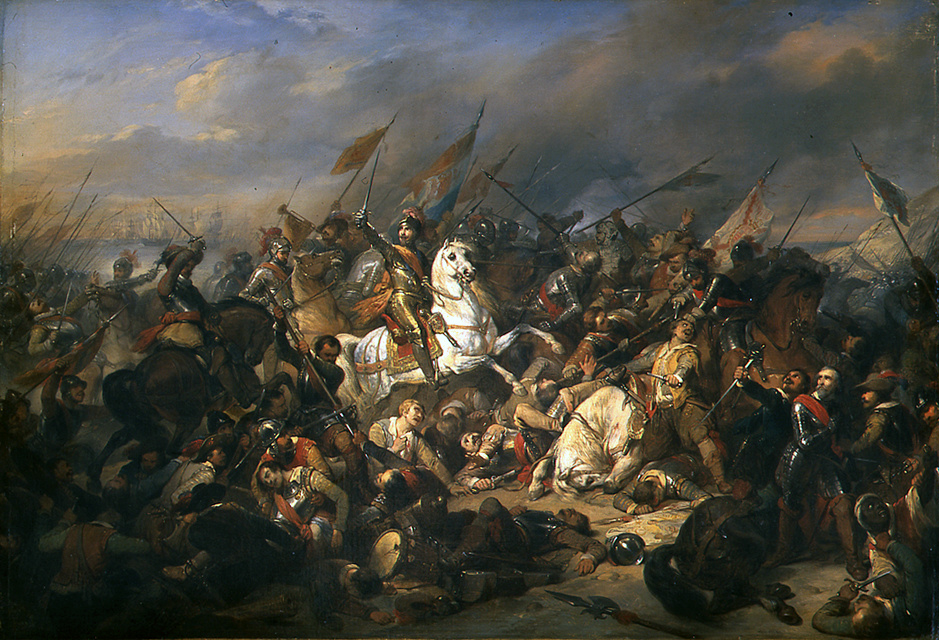
Slag bij Nieuwpoort (1843)
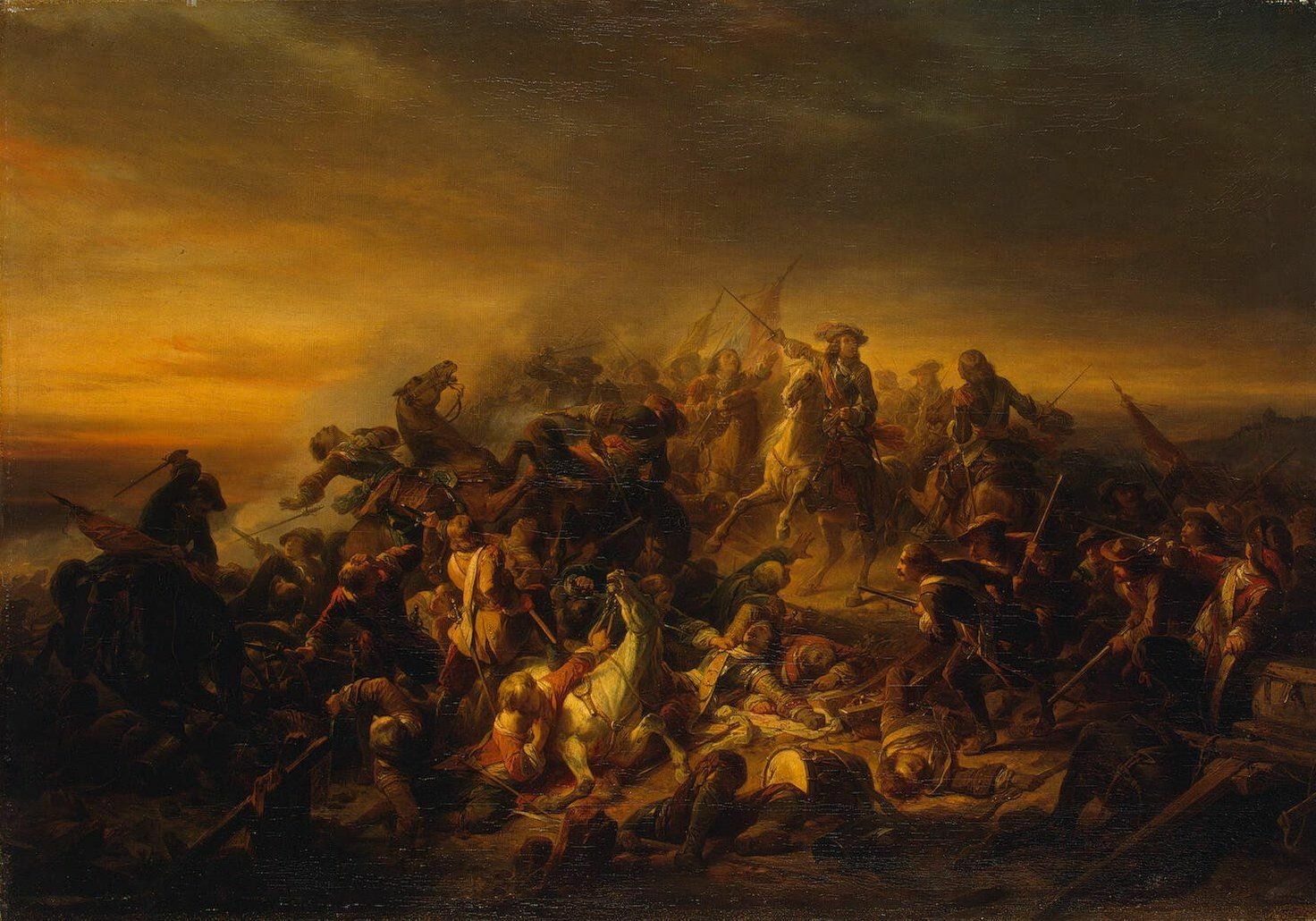
Slag van Seneffe (1850)

### De Keyser en Willem II der Nederlanden
Ondanks het feit dat De Keyser opdrachten kreeg van meerdere Europese Koninklijke families, was zijn band met het Nederlands Koninklijk Huis sterker dan met andere Europese hoven. 
Dit blijkt vooral uit de collectie van Willem II der Nederlanden (1792-1849). Zijn collectie omvatte 7 schilderijen van De Keyser, waaronder het eerder vermelde historiestuk Slag bij Nieuwpoort. Daarmee was De Keyser de meest vertegenwoordigde Belgische kunstschilder in de collectie van Willem II.
De Keyser portretteerde ook diverse malen Willem II en zijn vrouw Anna Paulowna, een dochter van tsaar Paul I van Rusland. Zo maakte de schilder in 1846 een ruiterportret van Willem II en in 1849 een portret van een zieke Willem II.
Na het overlijden van Willem II werd zijn kunstcollectie in 1849 geveild waardoor die schilderijen verspreid geraakte over de ganse wereld. 
De Keyser had een goede band met diverse Nederlandse kunstenaars, waaronder Wijnand Nuijen (1813-1839), waarmee hij aan een schilderij had gewerkt dat in het bezit was van Willem II, en Constant Cornelis Huijsmans (1810-1886).

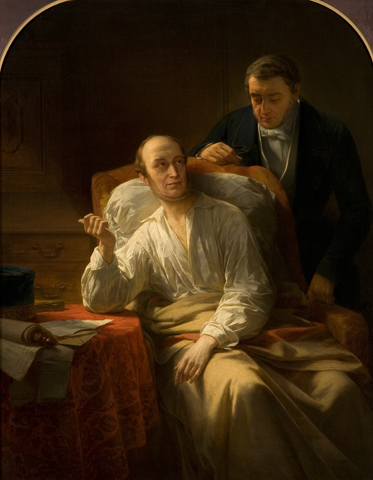
Willem II maakt zijn testament op, Rijksmuseum Amsterdam
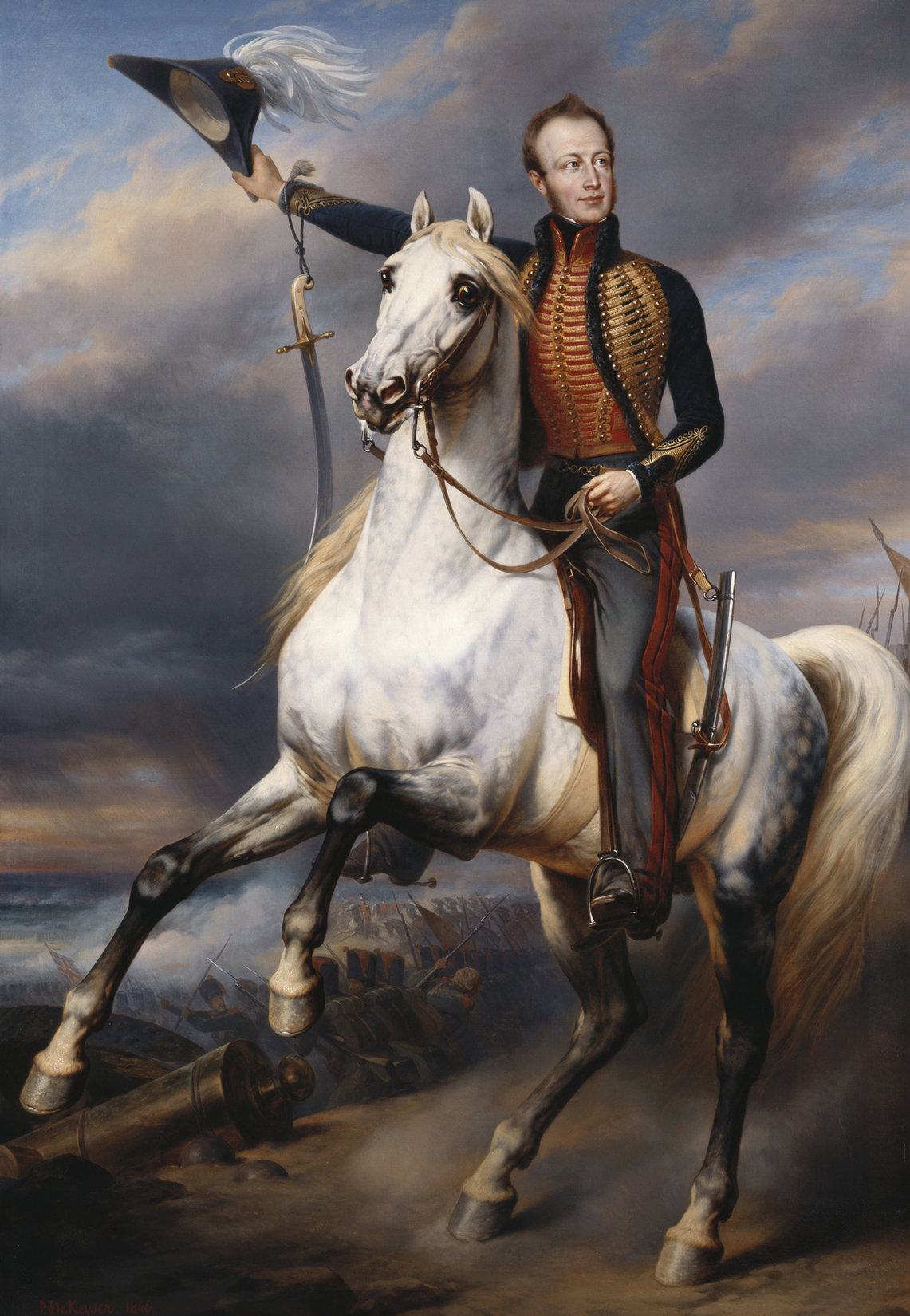
Willem II (1846), Windsor Castle
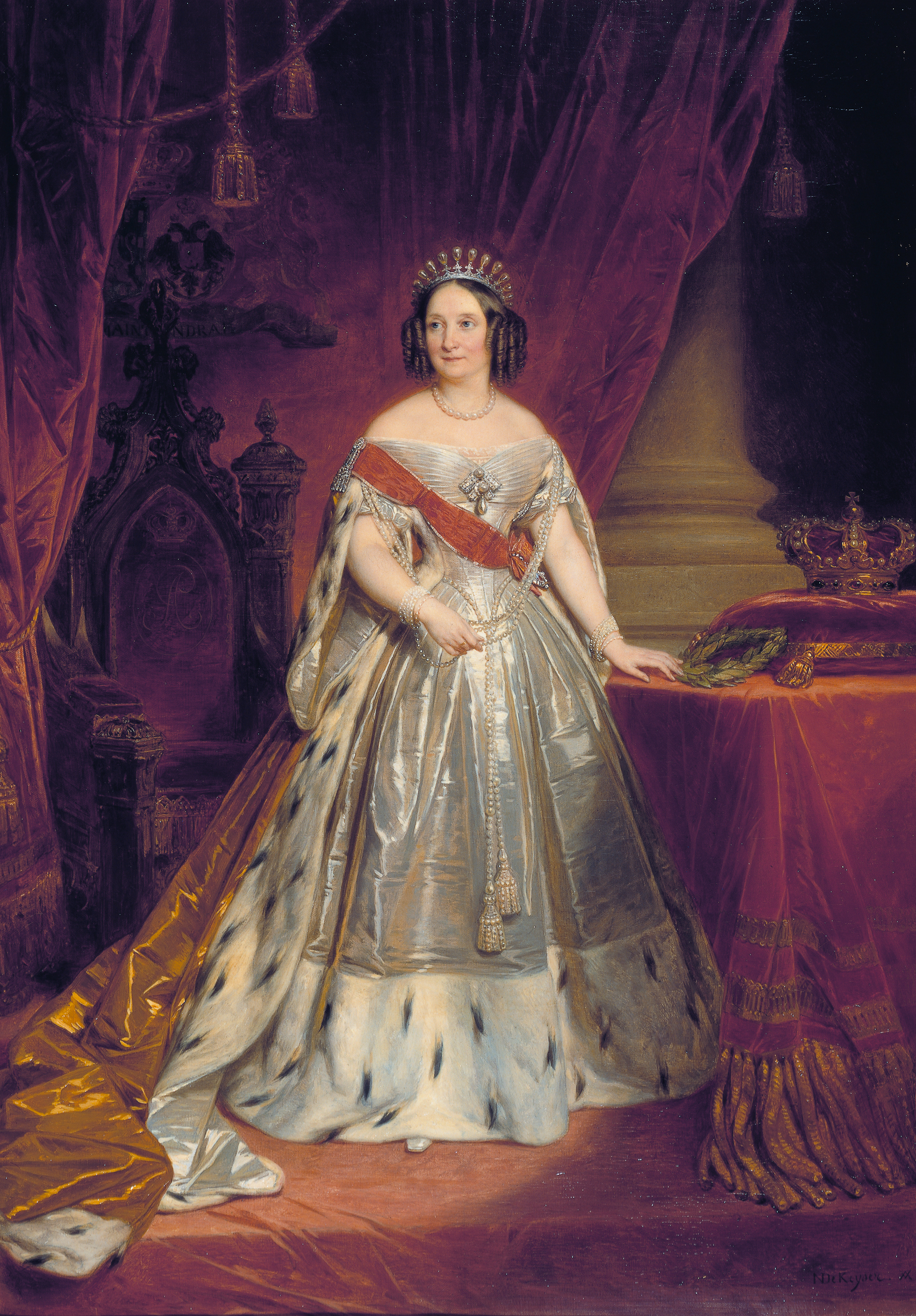
Anna Pavlovna van Rusland (1847), Koninklijke Verzamelingen, Den Haag

### Portretschilderijen
Naast opdrachten voor Willem II en andere koningshuizen, maakte hij in de jaren 40 van de 19de eeuw ook allerlei portretschilderijen en schilderijen van Vlaamse interieurs en studios van bekende schilders. 
Hij maakte portretschilderijen van onder meer Olga Nikolajevna van Rusland (1822-1892), Leopold II van België, de kinderen van Aleksandr Gortsjakov, gravin Eulalie Cambier, Louise Marie van Orléans, Louise van Oranje-Nassau (1828-1871), barones Adelaïde Vanden Hecke-Baut de Rasmon, de drukker Joseph-Ernest Buschmann, Madame Mols-de Brialmont, Madame de Caters, de hertogin van Brabant Marie Henriëtte van Oostenrijk, prinses Charlotte van België (1840-1927), Louise van Pruisen (1808-1870), Sophie van Württemberg (1818-1877) en de Franse schrijver Samuel-Henri Berthoud (1804-1891).

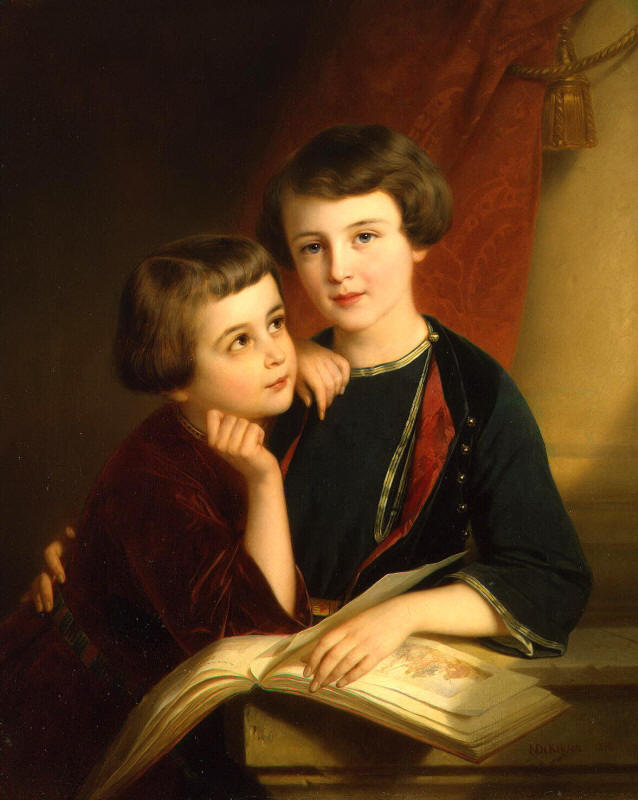
De kinderen van Aleksandr Gortsjakov, 1848, Hermitage, Sint-Petersburg
Barones Adelaïde Vanden Hecke-Baut de Rasmon (1862), KMSKA, Antwerpen
De drukker-uitgever Jozef-Ernest Buschmann (1834), KMSKA, Antwerpen
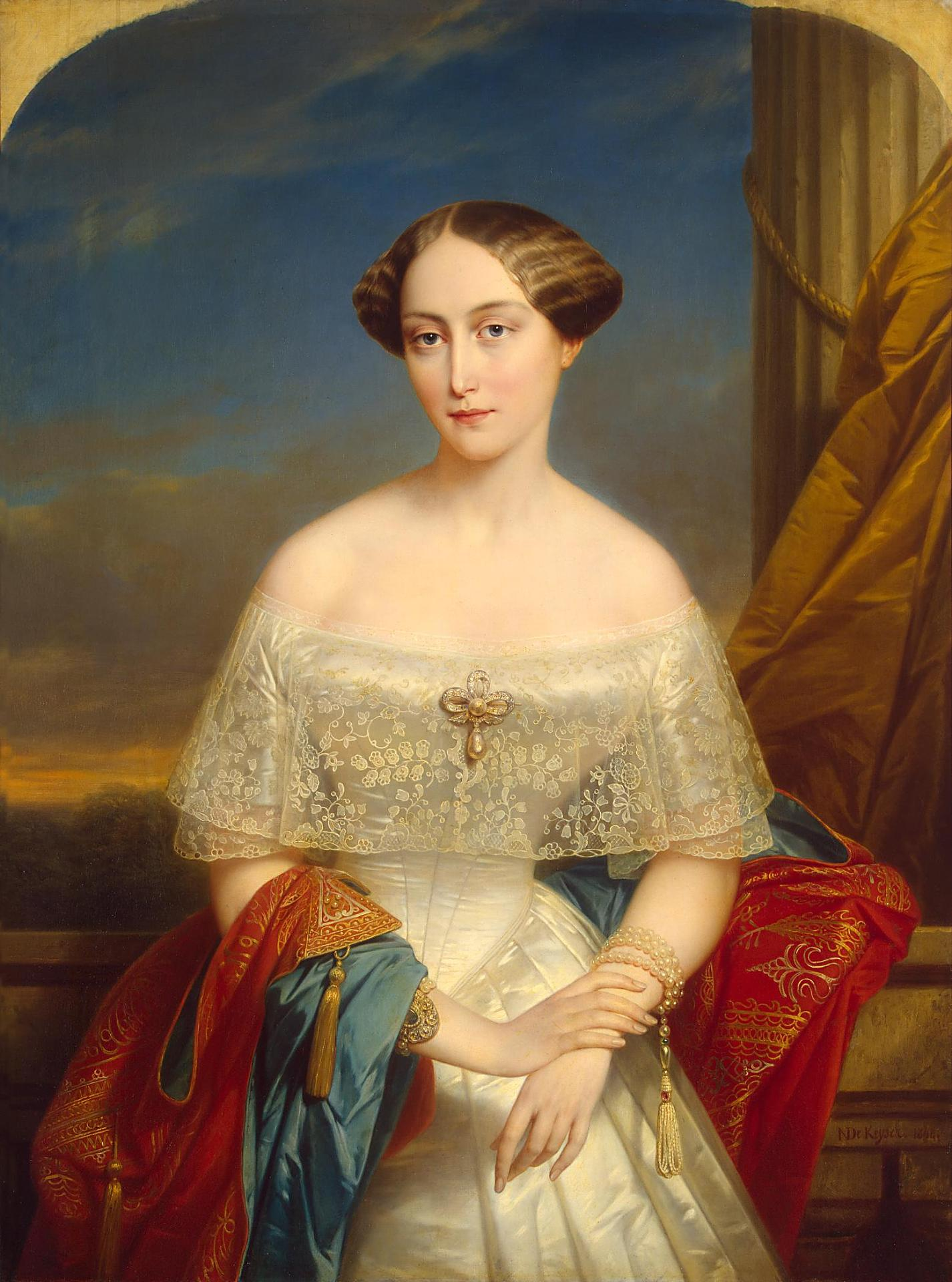
Olga Nikolajevna van Rusland, 1848, Hermitage, Sint-Petersburg
Zelfportret, 1874, KMSKA

### Historische interieurschilderijen
Begin jaren veertig van de negentiende eeuw verliet De Keyser het commercieel winstgevende veld van de gevechtsschilderkunst om zich op het historische genre te concentreren. In diverse schilderijen speelden grote schilders een hoofdrol. 
Een van de vroegste voorbeelden van dit genre is De Keysers eerbetoon uit 1842 aan Peter Paul Rubens, die, uitgerust met een ezel, werkte aan het portret van Susanne Fourment (dat in de collectie van de National Gallery  in London zit), de zus van zijn tweede vrouw Hélène Fourment. Links van Rubens staan zijn beschermheer en sponsor Albrecht van Oostenrijk, gouverneur van de Spaanse Nederlanden, en zijn vrouw Isabella van Spanje, naast haar Susanne Fourment en voor haar de toenmalige burgemeester van Antwerpen Nikolaas Rockox jr., Rubens' goede vriend en belangrijke beschermheer. 
In 1847 brengt De Keyser een eerbetoon aan Hans Memling met een schilderij waarin hij het bezoek van Keizer Maximiliaan I en Maria van Bourgondië (1457-1482) aan Hans Memling in beeld brengt.
Nadat hij reeds Rubens en Memling had geëerd, maakte De Keyser een intiem, ontroerend werk met kunstenaar Michelangelo Buonarroti in de hoofdrol. Op het schilderij wordt Michelangelo weergegeven naast het bed van de zopas overleden dichteres Vittoria Colonna, terwijl hij haar (koude) hand kust.
Een ander werk van De Keyser binnen dit genre betreft Frans I op bezoek in de werkplaats van Benvenuto Cellini (1854), een schilderij waarbij de Italiaanse beeldhouwer het bezoek krijgt van Frans I van Frankrijk, terwijl hij een sculptuur maakt naar een vrouwelijk naakt. In die periode maakte hij ook een schilderij met de aartshertogen Albrecht van Oostenrijk en Isabella van Spanje, die omringd met andere belangrijke ‘Belgische’ historische personages, een bezoek brachten aan de drukkerij Plantijn.

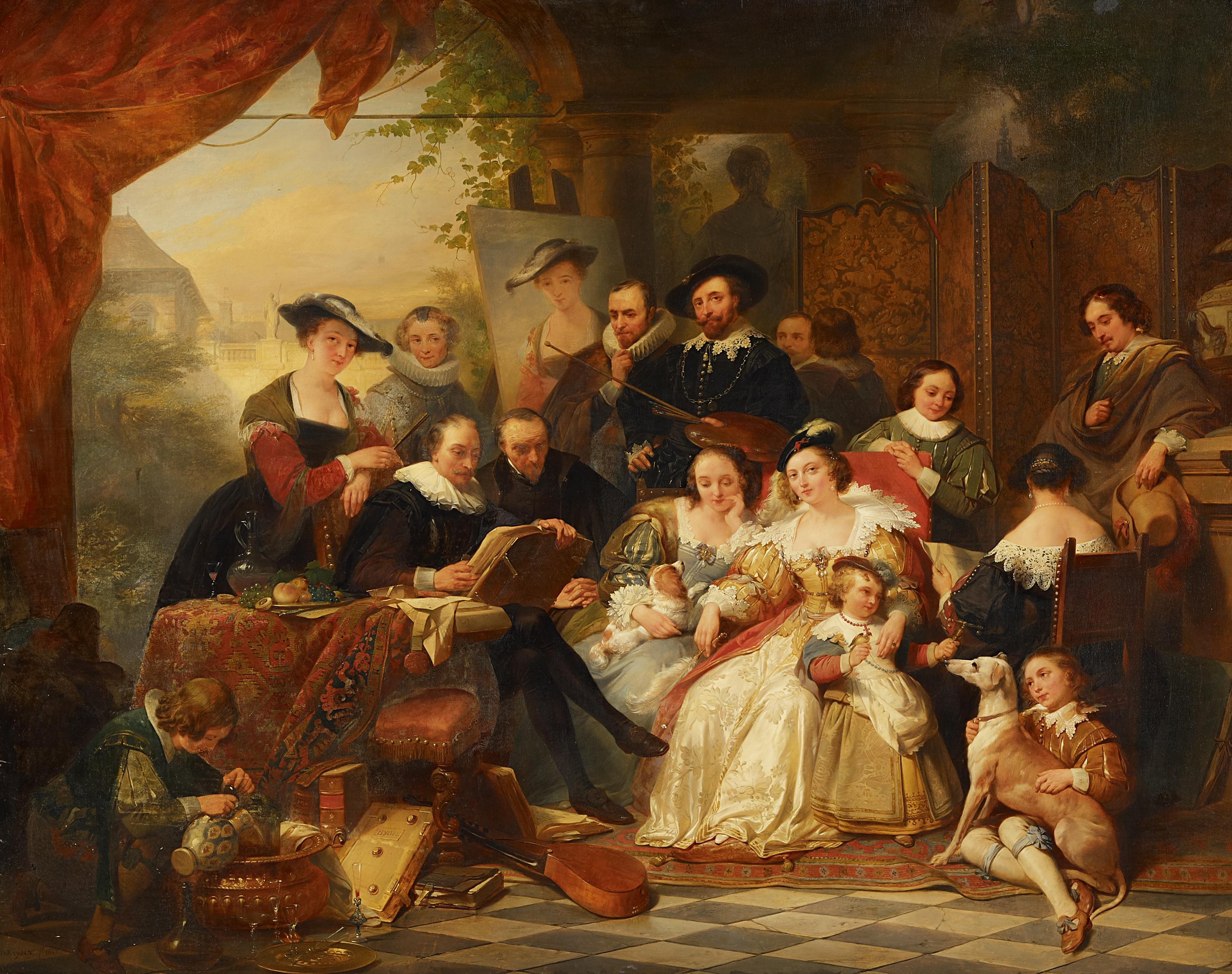
Rubens met zijn opdrachtgevers en familie, 1842
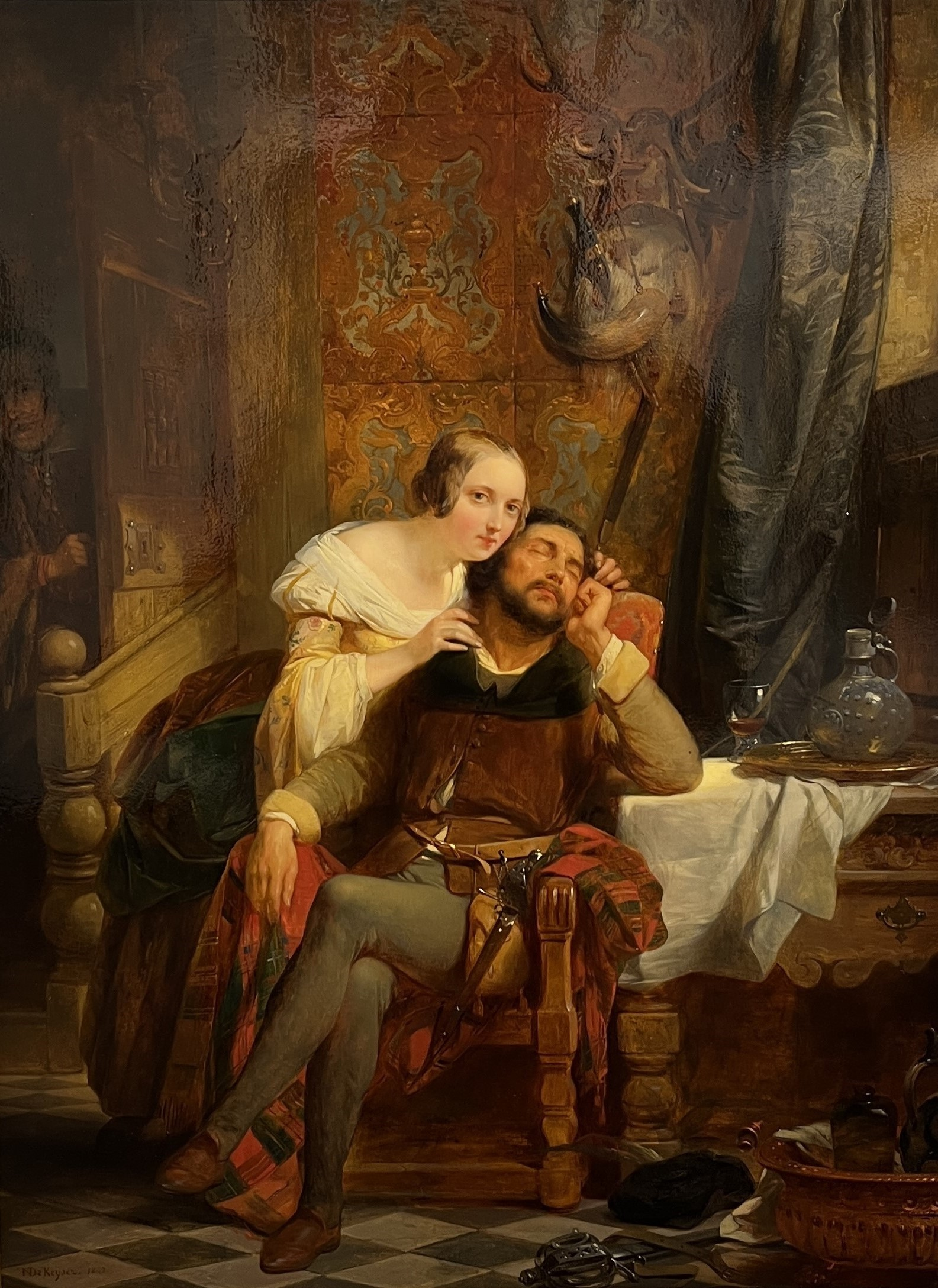
Het onbewaakte moment, 1842
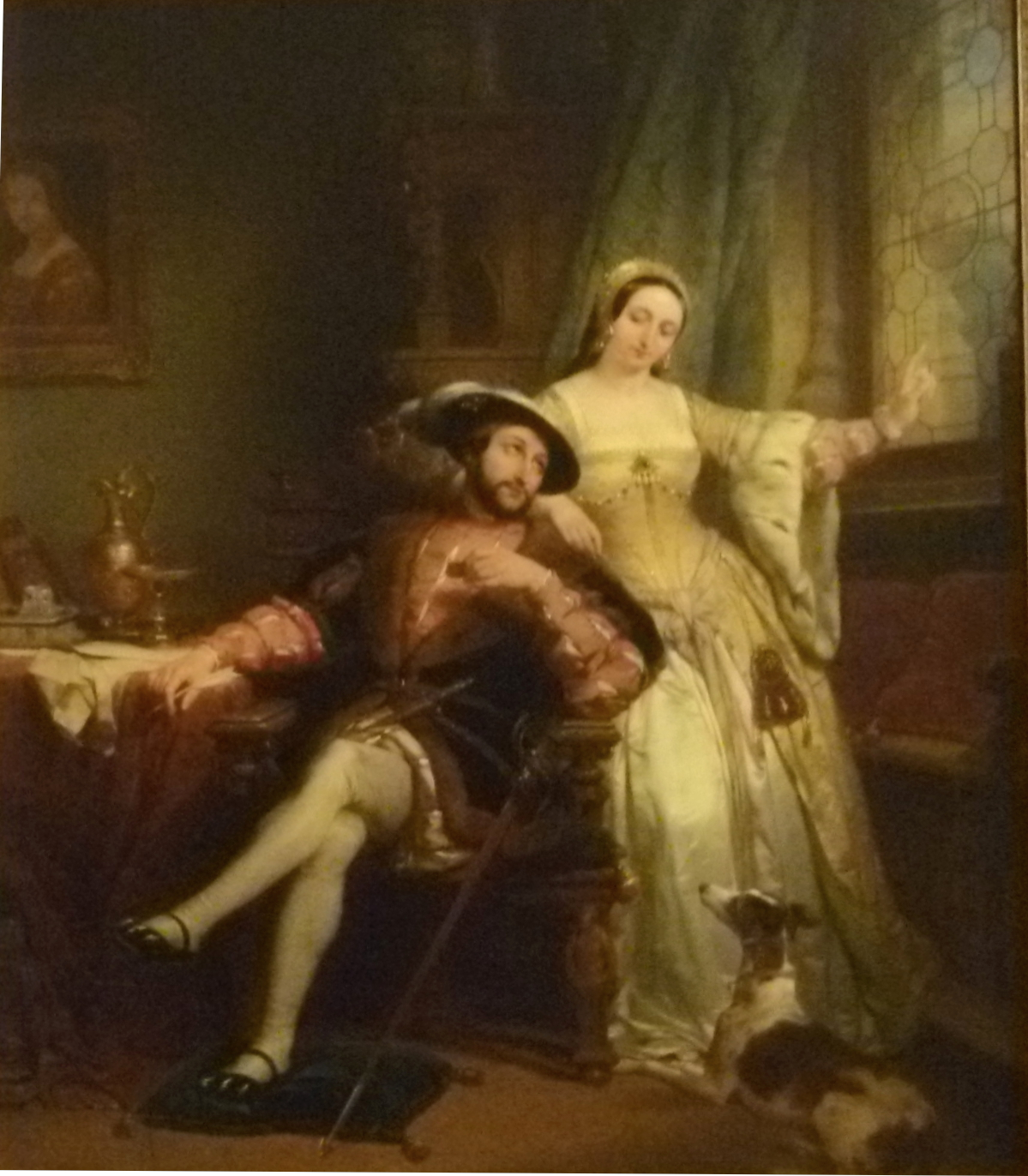
King Francis I of France and his sister Margaret of Navarre, 1844, Art Museum Riga Bourse, Riga, Letland
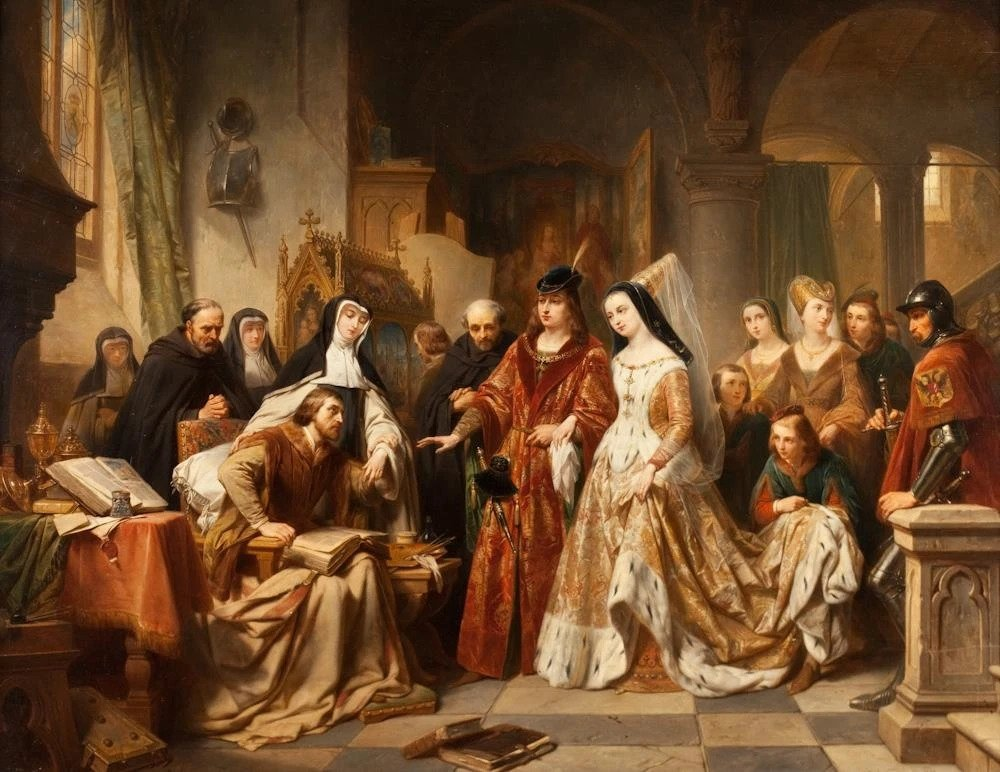
Maximiliaan en Maria van Bourgondië bezoeken de schilder Hans Memling in het hospitaal in Brugge, 1847
De kunstenaar Michelangelo bij het bed van de dode Vittoria Colonna (1851), KMSKA
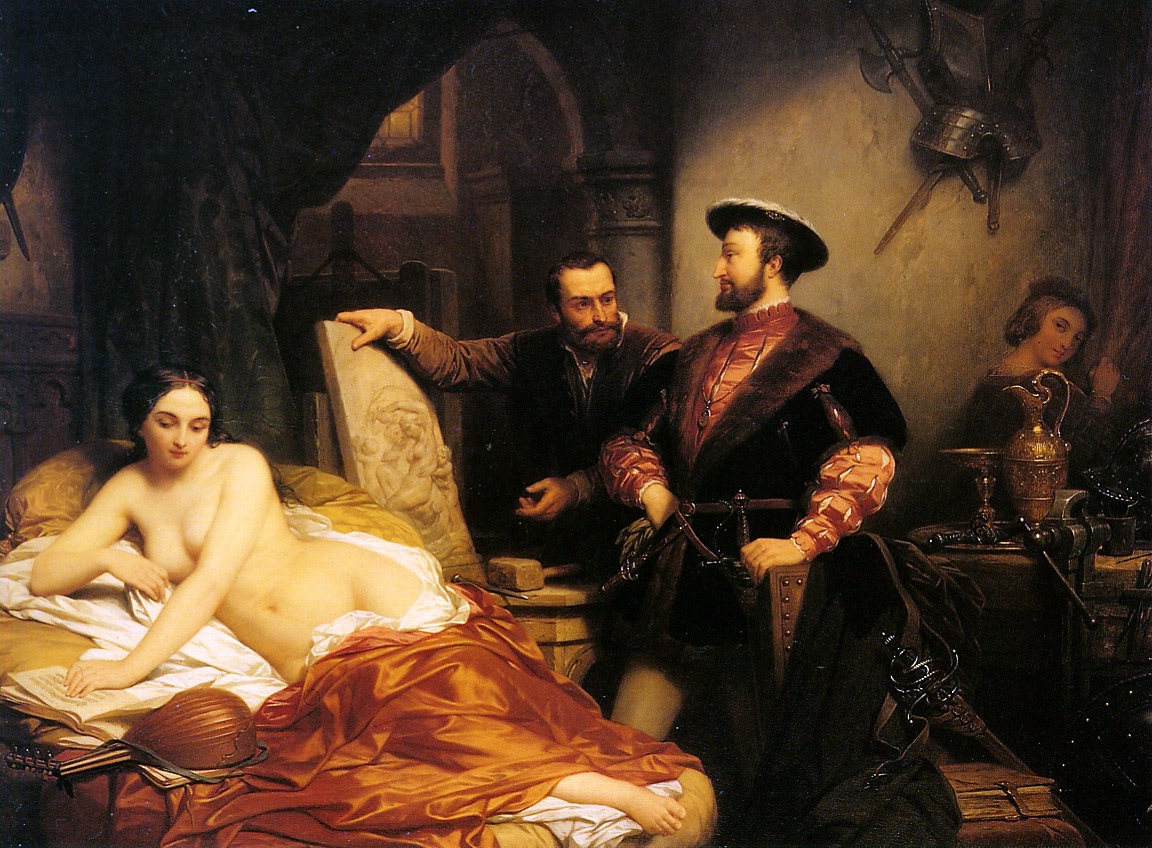
Frans I op bezoek in de werkplaats van Benvenuto Cellini, 1854, Amsterdam Museum
Bezoek van de aartshertogen Albert en Isabella aan de drukkerij Plantin, KMSKA

### Oriëntalistische werken (1846-1854)
Net als zijn leerlingen Pierre Olivier Joseph Coomans en Karel Ooms, maakte De Keyser ook diverse schilderijen met oriëntalistische landschappen en scenes. 
Twee oriëntalistische portretschilderijen ("Syrian Chief" genaamd) uit 1846, bevinden zich in de collectie van de Lewes Town Hall in East Sussex, Engeland.
Aangezien er veel werken opgenomen zijn in de permanente collecties van musea, worden er weinig werken geveild van Nicaise De Keyser. De hoogste veilingprijs voor een werk van De Keyser betreft het oriëntalistische naakttafereel The Orient and the Occident dat in 2016 geveild werd bij Sotheby's in Parijs voor 204.212 USD.

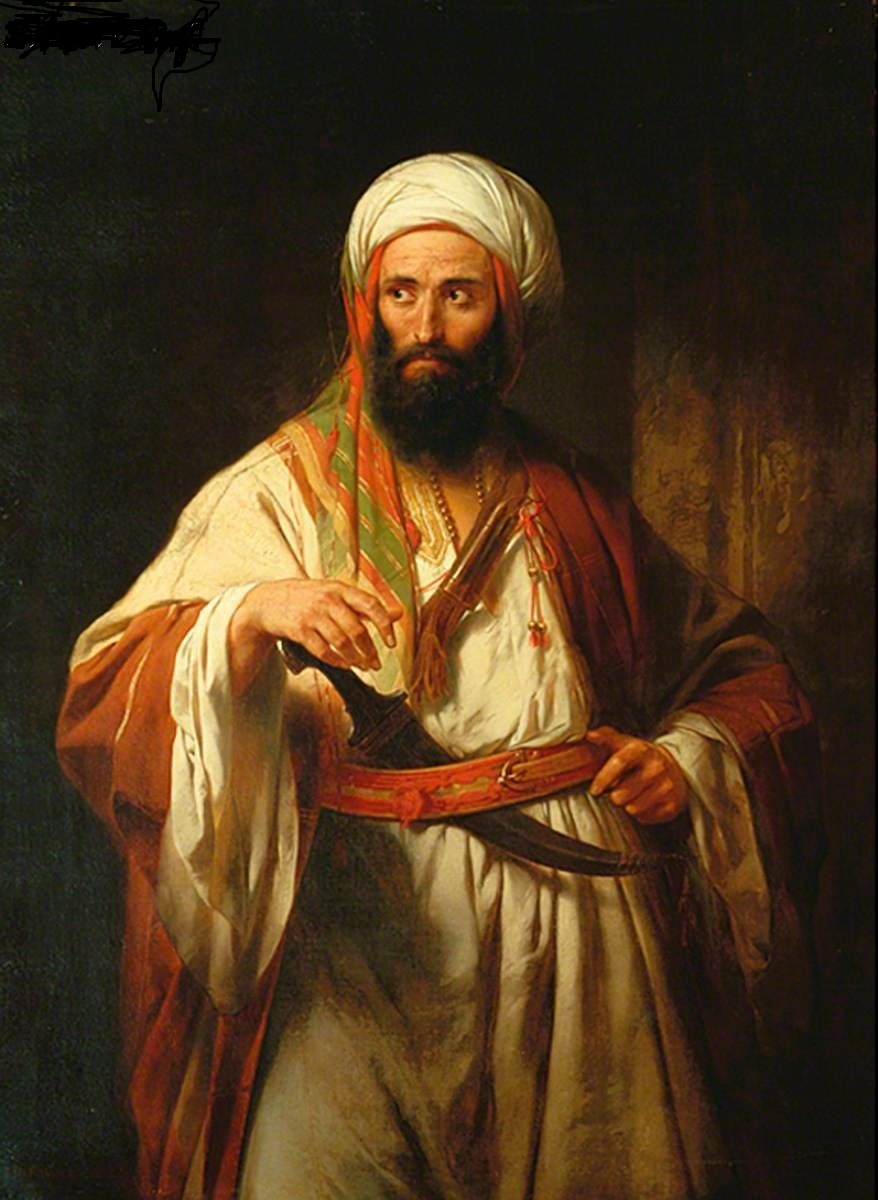
Syrian Chief (1846), Lewes Town Hall
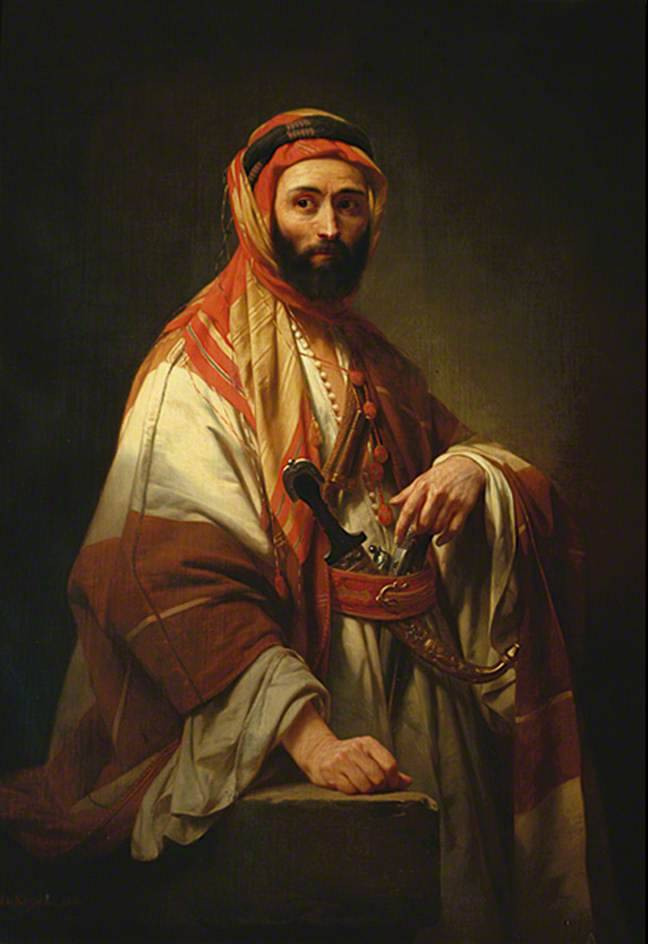
Syrian Chief (1846), Lewes Town Hall
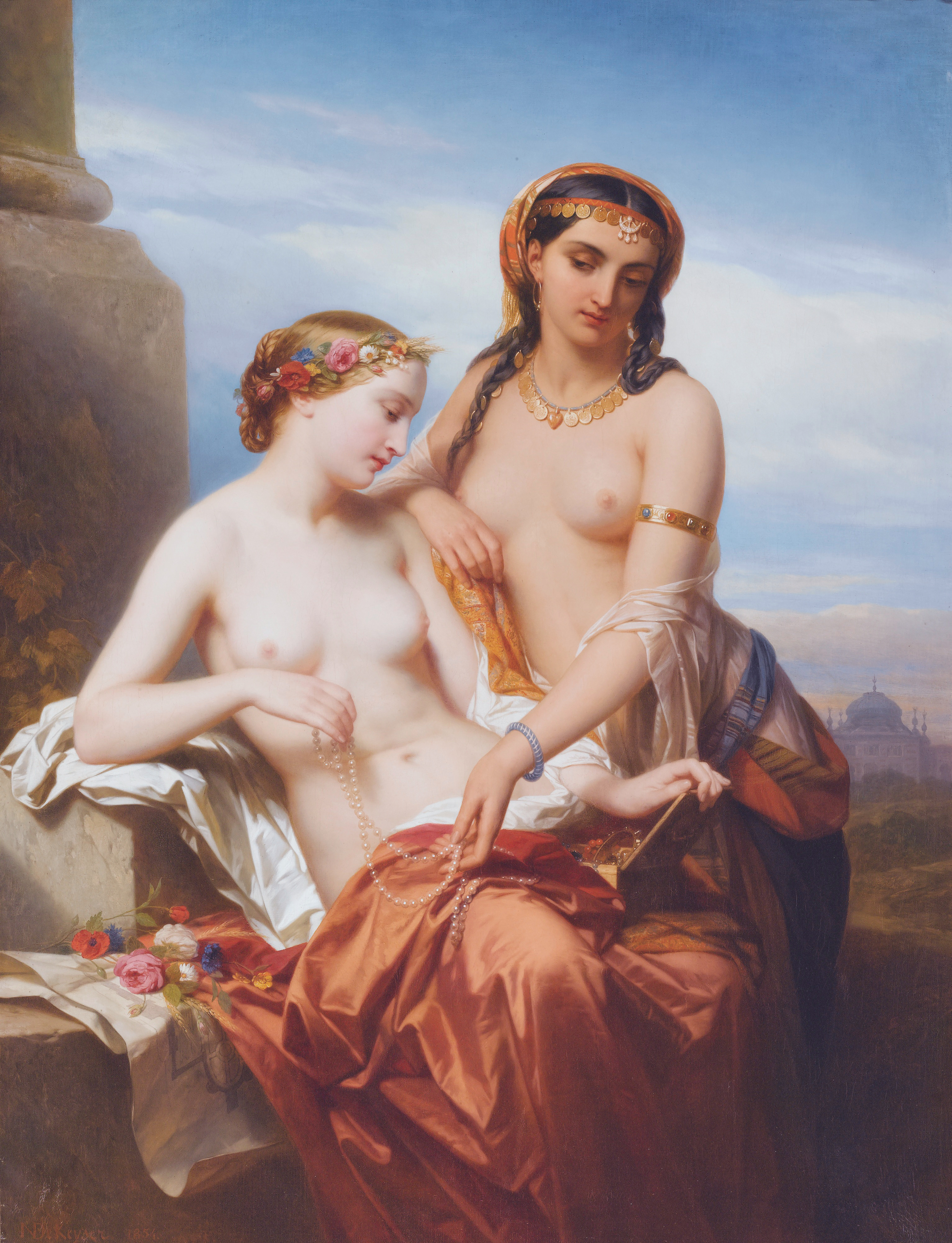
The Orient and the Occident (1854)
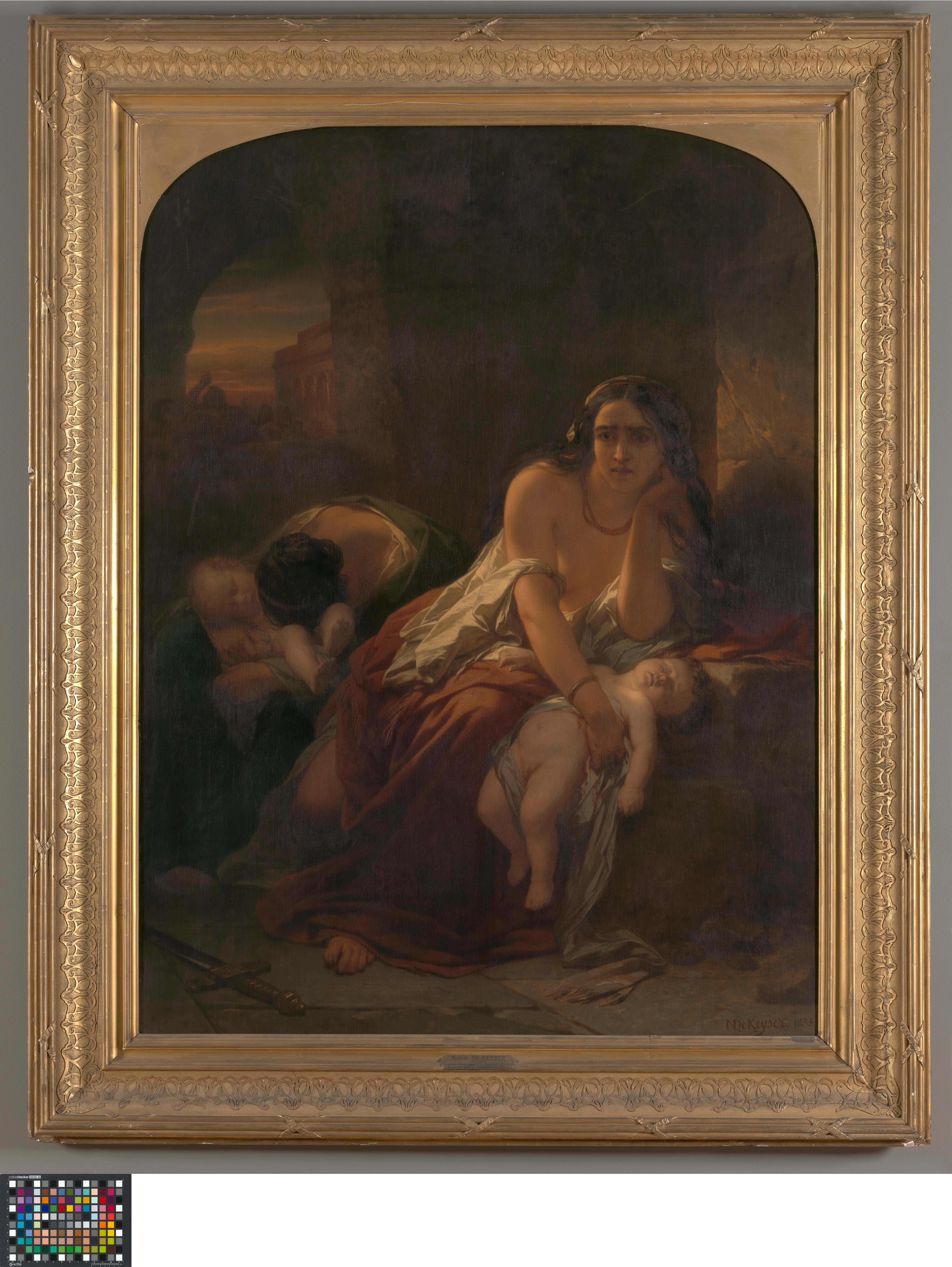
De moord op de onnozele kinderen (1855), Koninklijk Museum voor Schone Kunsten Gent

### ‘De roem van de Antwerpse kunstschool’ (1862-1872)
Nicaise De Keyser werkte tien jaar lang, van 1862 tot 1872, in de hal van het Antwerpse academiemuseum aan De roem van de Antwerpse kunstschool, een schilderijenreeks van maar liefst 39 doeken: een groots spektakel met indrukwekkende portretten van de Antwerpse schildersschool. De schilderijen vertellen de rijke geschiedenis van het artistieke leven in de Scheldestad. Deze reeks schilderijen is het enige voorbeeld in België van de monumentale kunstenaarspantheons die reeds vroeger in de 19de eeuw elders in Europa werden uitgevoerd.
De Keyser beeldde op verheerlijkende wijze de Vlaamse kunstschool uit in een reeks decoratieve schilderijen, bestemd voor het toenmalige Antwerpse museum- en academiegebouw. 
De schilder brengt drie thema’s in beeld: de geschiedenis, de eigenheid en de internationale uitstraling van de Antwerpse kunstschool. De drie hoofdwerken tonen een imaginair groepsportret, met 137 architecten, beeldhouwers, graveurs en schilders, waaronder Quinten Massijs, Peter Paul Rubens, Antoon van Dyck en Mattheus Ignatius van Bree. Nicaise De Keyser zelf is de enige contemporaine kunstenaar in het gezelschap.
De schilderijen werden in 1890, na voltooiing van het nieuwe Koninklijk Museum voor Schone Kunsten te Antwerpen, overgebracht naar de trappenhal van dit museum.

Naar aanleiding van de restauratie van ‘De roem van de Antwerpse kunstschool’ vond er in het KMSKA van 21 oktober 2000 tot en met 21 januari 2001 een uitgebreide tentoonstelling plaats over Nicaise de Keyser. Naast “De roem van de Antwerpse kunstschool” werden tijdens de expositie eveneens andere schilderijen en meer dan 800 studies en tekeningen van De Keyser tentoongesteld.

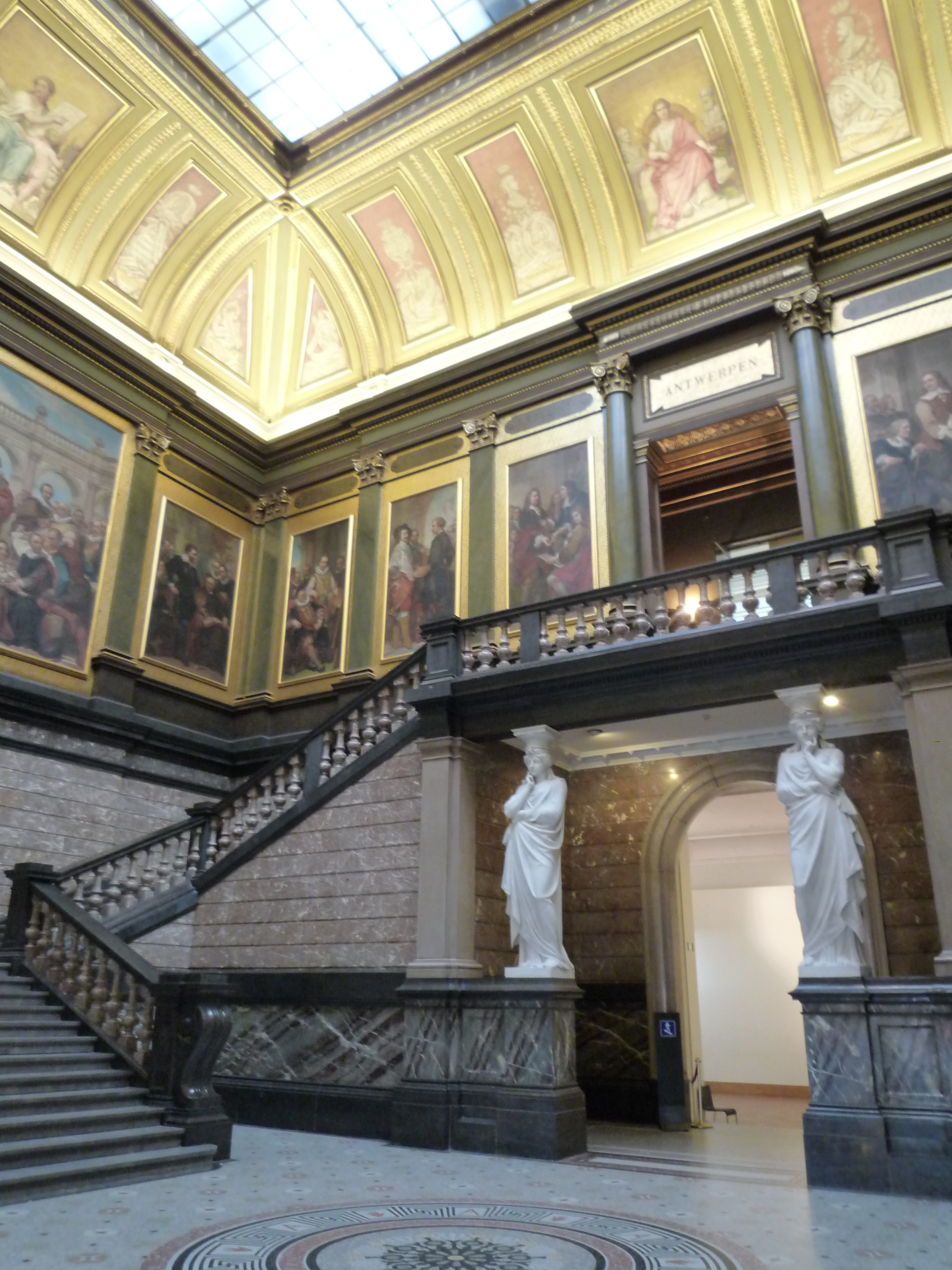
Trappenhal Koninklijk Museum voor Schone Kunsten (KMSKA) te Antwerpen
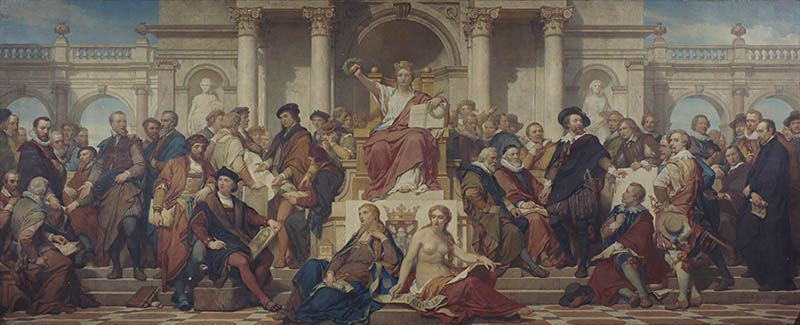
De schilderijencyclus van Nicaise de Keyser De roem van de Antwerpse kunstschool
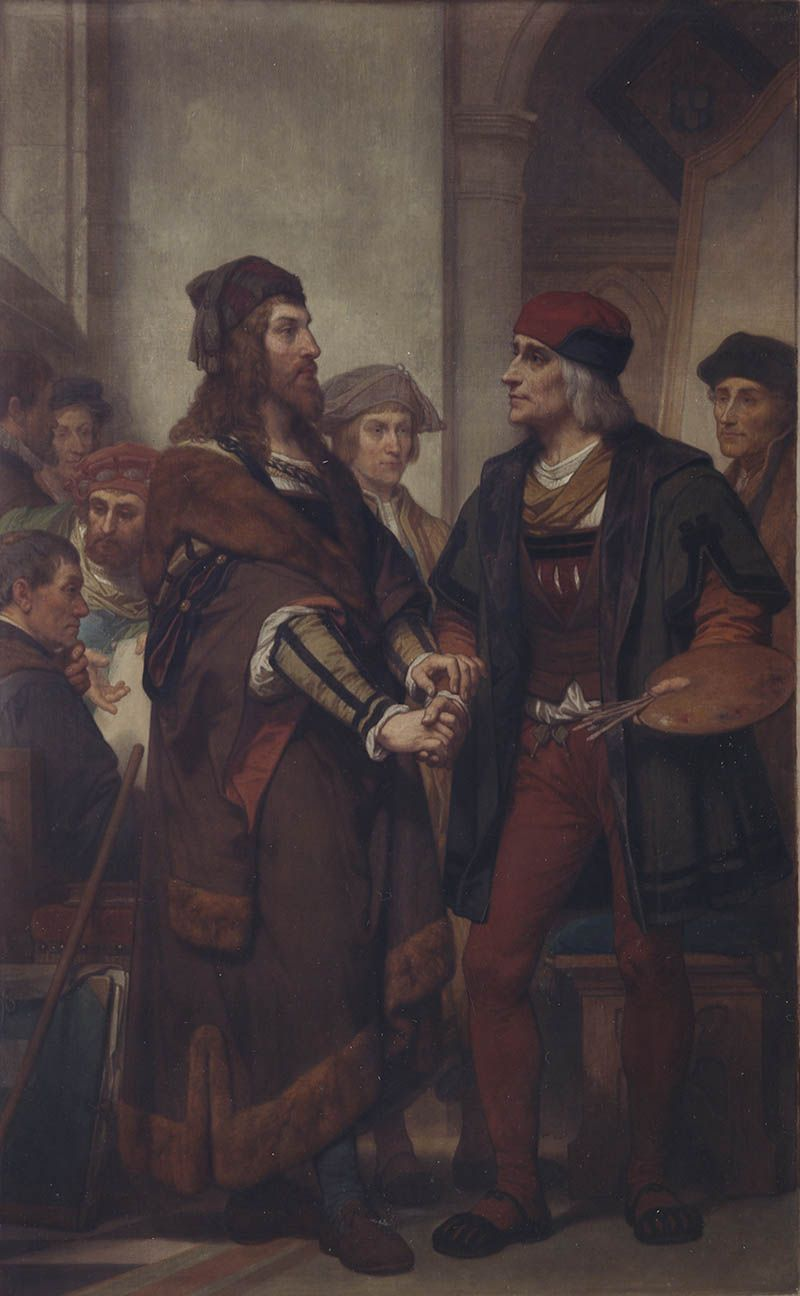
Albrecht Dürer bezoekt Quinten Massijs (KMSKA)
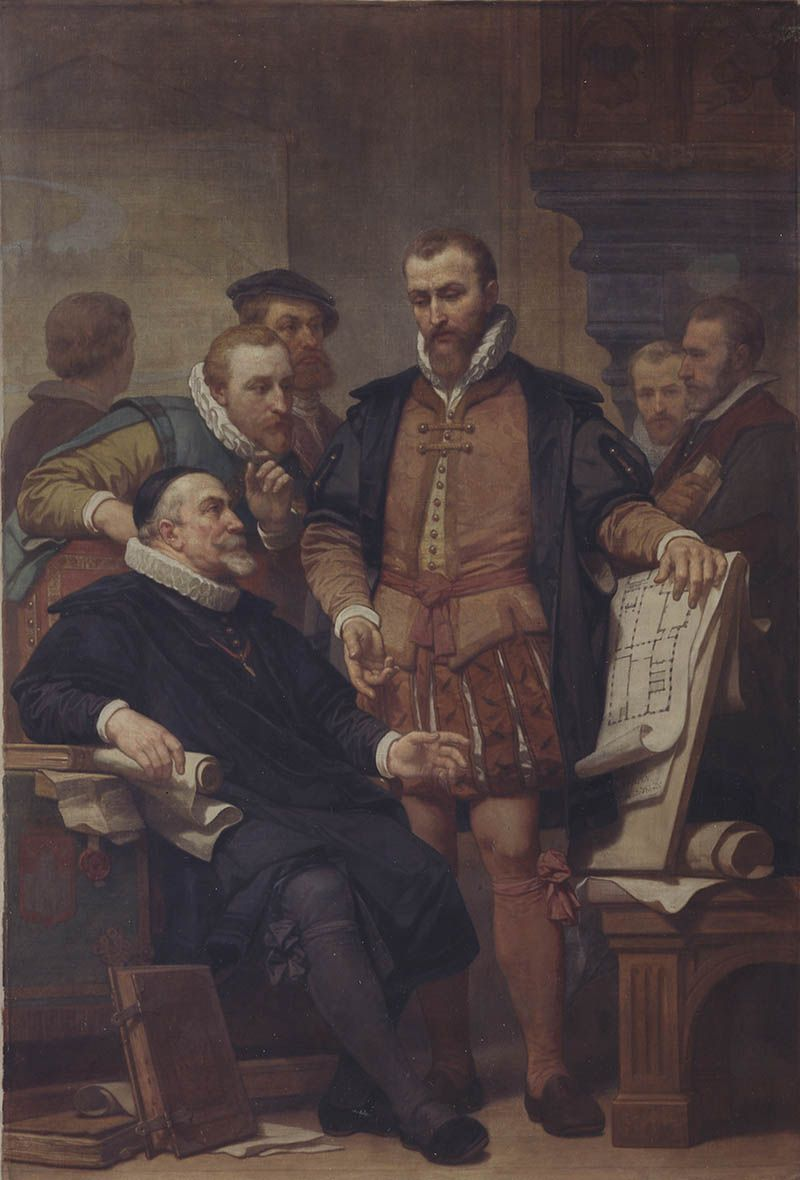
Cornelis Floris II toont het plan van het stadhuis (KMSKA)
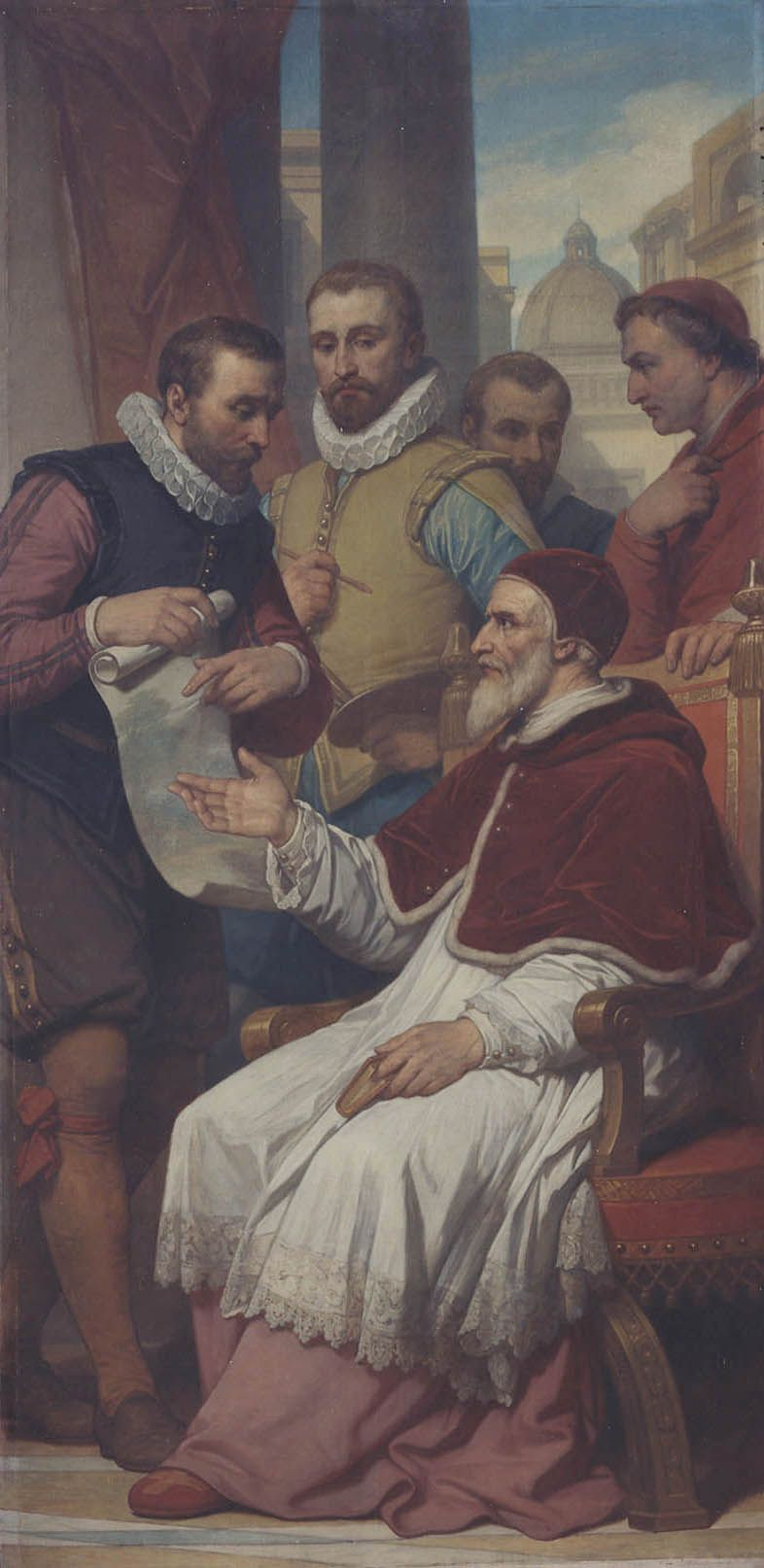
De schilders Matthijs en Paul Bril in Rome (KMSKA)

### Late werken
In 1873 maakte hij het indrukwekkende doek Keizer Karel bevrijdt de slaven in Tunis. Dit werk van 259 op 308 cm bevindt zich in de collectie van het KMSKA.
De Keyser kreeg in 1875 de opdracht van de Belgische kunsthandelaar Ernest Gambart (1814 - 1902) om een reeks van vier schilderijen te maken ("De antieke en moderne kunstenaars") met als onderwerp de grootste kunstenaars sinds de klassieke oudheid. De schilderijen waren bestemd ter versiering van de hal van Gambarts Villa les Palmiers in Nice. De Keyser beeldt op het ensemble de schilders van de antieke oudheid uit, de Spaanse en Italiaanse schilderschool, en figuren van de Vlaamse, Nederlandse, Franse, Duitse en Engelse school. Gambart gaf De Keyser ook de opdracht om moderne schilders die hij persoonlijk kende uit te beelden, zoals Jean-Auguste-Dominique Ingres, Eugène Delacroix, Horace Vernet, Jean-Léon Gérôme, John Everett Millais en De Keyser zelf. Hij werkte aan dit nieuw ensemble van schilderijen van 1875 tot 1878. Na het overlijden van Gambart werden de schilderijen geschonken aan het Musée des Beaux-Arts de Nice. 
Zijn laatste schilderijen, zoals zijn schilderij A Clever Dog (1880), maakte hij in een periode waarin de vernieuwersrol van de Franse impressionisten een hoogtepunt bereikte.
In 1880 maakte De Keyser nog een repliek op klein formaat van De roem van de Antwerpse kunstschool, zonder de gewelfschilderingen.
In 1880-1881 verblijft hij in Spanje, waar hij nog enkele genretaferelen maakt. Tot zijn laatste werken behoren: Bravo torero! (1881), De Goede Vrijdagprocessie in Sevilla (3,73 m x 5 m) en Christoffel Columbus.

Bravo toro! - Herinnering aan een stierengevecht in Madrid (1881), KMSKA
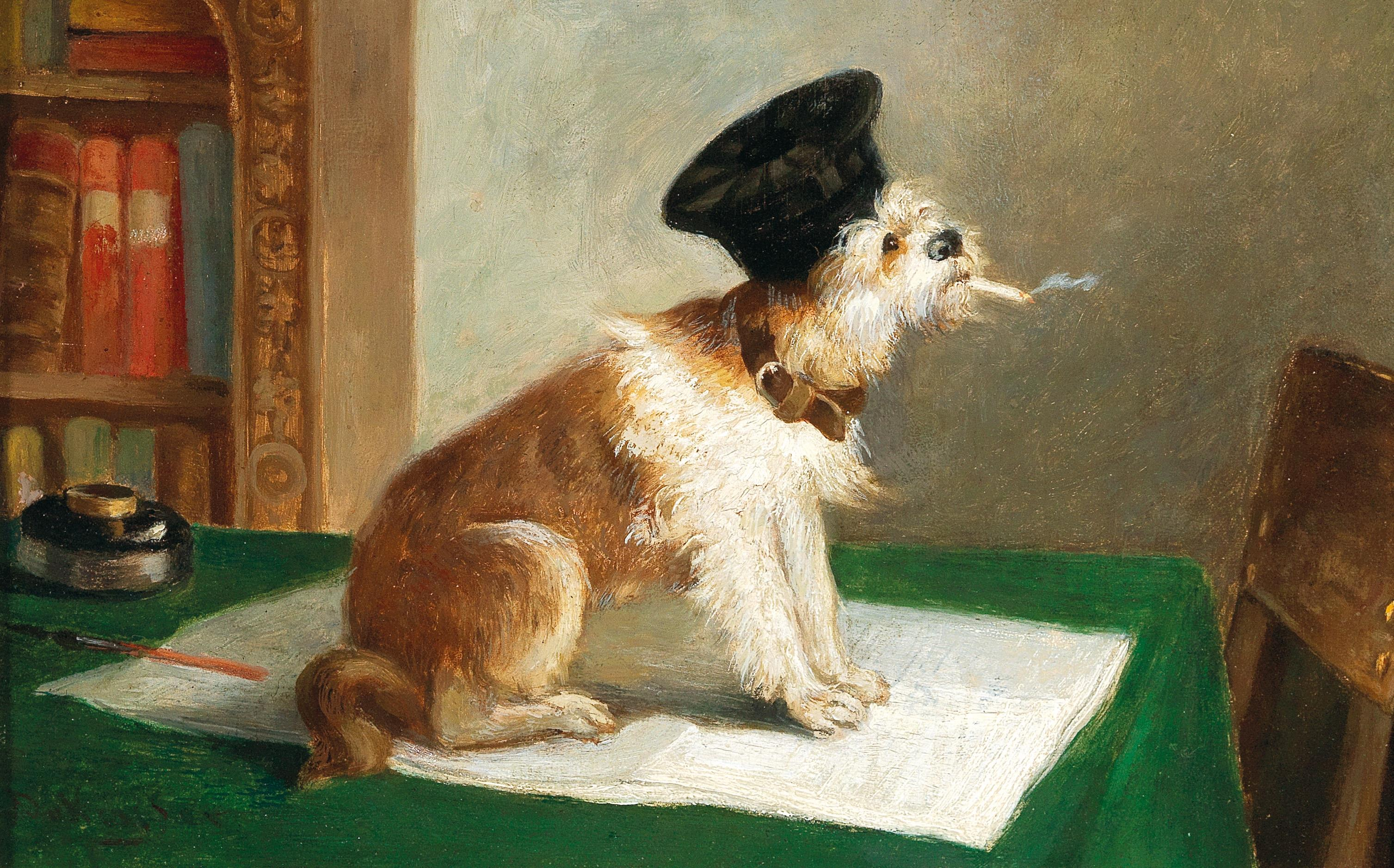
A Clever Dog (1880)
Processie van Goede Vrijdag in Sevilla (1885), KMSKA

## Docent en directeur kunstacademie (1855-1879)
Ondanks het feit dat De Keyser aanbiedingen kreeg in Rusland en Zweden, volgde hij in 1855 Gustaaf Wappers op na diens ontslag, twee jaar eerder, als directeur van de Koninklijke Academie voor Schone Kunsten van Antwerpen. 
De Keyser werd erg gewaardeerd door kunstcritici. Het Parijse "Gazette des Beaux Arts" formuleerde het als volgt: De Keyser corrigeert met zijn academisch temperament de "gezwollenheid"" van Rubens. De Belgische kunstcriticus Édouard Fétis formuleerde het als volgt: "De Keyser is gebleven wat hij bij zijn debuut was, een gewetensvolle kunstenaar die tracht kunst op de meest aangename wijze over te brengen. Nooit heeft De Keyser zich in bochten gewrongen om fantastische composities te creëren. De Keyser is zoveel mogelijk authentiek willen blijven.
In die periode van ruim 20 jaar had De Keyser veel leerlingen, waaronder Evariste Carpentier, Léon Abry, Aloïs Boudry, Edgar Farasyn, Godfried Guffens, Edouard Hamman, George du Maurier, Karel Ooms, Ferdinand Pauwels, Edward Portielje, Jan Swerts,  Alexis Van Hamme, Jan Verhas, Franz Verhas en Charles Verlat.
Omwille van gezondheidsredenen stopte De Keyser in 1879 als directeur van de Antwerpse Academie. 

## Koninklijk Museum voor Schone Kunsten Antwerpen
De Keyser is met ongeveer 900 stuks de meeste vertegenwoordigde kunstenaar in de collectie van het KMSKA. Naast de monumentale reeks ‘De roem van de Antwerpse kunstschool’, kwam het museum in 1922 in het bezit van 36 schetsen die Marie De Keyser, dochter van de schilder, schonk aan het museum. Vier jaar later schonken de erfgenamen van Marie De Keyser vervolgens diverse albums met ongeveer 800 schetsen van De Keyser. De Keyser is als kunstenaar tegelijkertijd het meest zichtbaar met de schilderingen in de hal, maar ook het minst zichtbaar met zijn albums doordat die slechts af en toe het prentenkabinet kunnen verlaten.

## Eretitels en prijzen
Nicaise De Keyser werd in 1873 gekozen in de beroemde Pruisische orde "Pour le Mérite" (voor Wetenschappen en Kunsten).
- 1839 : Ereteken van de Leopoldsorde;
- 1843 : Orde van de Nederlandse Leeuw;
- 1845 : Lid van de Académie royale des sciences, des lettres et des beaux-arts de Belgique / Classe des Beaux Arts de l'Académie de Belgique
- 1846 : Honorary Academician aan de National Academy of Design
- 1849 : Lid van Prussian Academy of Arts
- 1855-1879: Directeur en docent Koninklijke Academie voor Schone Kunsten van Antwerpen
- 1855-1879:  Voorzitter van het academisch korps en conservator KMSKA
- 1862 : Officier in het Legioen van Eer
- 1872 : Commandeur in de Leopoldsorde
- 1873 : Pour le Mérite
- 1874 : Voorzitter van Académie royale des sciences, des lettres et des beaux-arts de Belgique.

## Tentoonstellingen
- 1835: Tentoonstelling in Gent;
- 1836: De Slag der Gulden Sporen - Salon d'exposition de Bruxelles - winnaar van zilveren medaille;
- 1836: De Slag der Gulden Sporen - Het Vleeshuis, Antwerpen;
- 1839: De Slag der Gulden Sporen - Tentoonstelling van Schilder- en Kunstwerken van Levende Meesters in Den Haag;
- 1839: Slag bij Woeringen - Louvre, Parijs;
- 1843: Rafael en de Fornarina (1842), een historisch genrestuk van Nicaise De Keyser werd tentoongesteld op het Antwerpse Salon van 1843;
- 1845: Tentoonstelling in Den Haag
- 1847: Tentoonstelling in Den Haag waar o.m. het werk  “Eberhard (1445-1496), hertog van Württemberg, als pelgrim van het Heilige Land” wordt tentoongesteld;
- 1849: Tentoonstelling in Den Haag waar o.m. de werken “Een jong Italiaansch meisje, zich spiegelende in het water eener fontein, om zich met een bloemenkrans te versieren” en “De Slag van Seneffe” worden tentoongesteld;
- 1851: Tentoonstelling in Den Haag waar o.m. “De portretten van de Karel XV van Zweden en Noorwegen en zijn vrouw” werden tentoongesteld;
- 1856: Tentoonstelling van Levende Meesters in Amsterdam;
- 1864: De Rotterdamsche Tentoonstelling van Kunstwerken van Levende Meesters in Rotterdam;
- 1880: Tentoonstelling van Kunstwerken van Levende Meesters in Amsterdam;
- 1987: Nicaise de Keyser. Antwerps Portret, Nationaal Hoger Instituut en Koninklijke Academie voor Schone Kunsten van Antwerpen, 1987;
- 2000-2001: Nicaise de Keyser. De roem van de Antwerpse kunstschool, Koninklijk Museum voor Schone Kunsten Antwerpen, 2000-2001;
- 2013: Nicaise de Keyser, Poldermuseum, Koninklijke Heemkundige Kring van de Antwerpse Polder vzw
- 2014: Expositie ‘Willem II – Kunstkoning in het Dordrechts Museum met o.m. een schilderij van de Keyser met een zieke Willem II

Bron:

## Musea en publieke collecties (selectie)
- Kindje Jezus in zijn kribbe (1827), Poldermuseum-Lillo;
- Charles V in Retirement (1835), The Blessing (1841) - Reading Public Museum, Reading, Pennsylvania, Verenigde Staten;
- Battle of the Golden Spurs - De Slag der Gulden Sporen (1836) - Stedelijke Musea Kortrijk (ex-Broelmuseum);
- 39 schilderijen in De Keyser-zaal in het Koninklijk Museum voor Schone Kunsten Antwerpen (KMSKA);
- Portrait of Sir Henry Berthoud, (1804-1891) - Musée de la Chartreuse, Douai, Frankrijk;
- 'De Slag bij Nieuwpoort, 1843 - Koninklijke Verzamelingen, Den Haag, Nederland;
- King Francis I of France and his sister Margaret of Navarre (1844) - Art Museum Riga Bourse, Riga, Letland;
- Eberhard, Duke of Würtemberg, as a Pilgrim in the Holy Land (1846), King Willem II Making his Last Will (1849) – Rijksmuseum Amsterdam;
- William II, King of the Netherlands (1846) – Koninklijke Collectie, Brussel;
- Koning Willem II op het slagveld van Waterloo (1846), Windsor Castle, Windsor, Royal Collection Trust, Verenigd Koninkrijk;
- Portret van Grand Duchess Olga Nikolayevna (1848), Portret van Duke A.M. Gorchakov's Sons (1848), Portret van Grand Princess Anna Pavlovna (1850) - Hermitage Museum, Sint-Petersburg, Rusland;
- The Philosopher (1850) – Victoria and Albert Museum, London, Verenigd Koninkrijk[27];
- De laatste wilsbeschikking van Koning Willem II (1849) -  Amersfoort, Rijksdienst voor het Cultureel Erfgoed;
- De belijdenis van Petrus (1851) – Museum De Lakenhal, Leiden, Nederland[28];
- François Ier visiting Benvenuto Cellini's workshop (1854) - Amsterdam Museum;
- 8 schilderijen in de Koninklijke Musea voor Schone Kunsten van België (KMKSB)  in Brussel;
- De moord op de onnozele kinderen / The murder of the silly children (1855), Museum voor Schone Kunsten in Gent;
- Portret van Leopold I, King of the Belgians (1856), Stadhuis Antwerpen;
- Portret van Louise-Marie d'Orléans (1812-1850), Queen consort of the Belgians (1856) – Belgische Senaat;
- Portret van kolonel de Ceva, Museum van de Kanselarij der Nederlandse Orden, Paleis het Loo, Apeldoorn, Nederland;
- Ghemar frères(1865), Musée d'Orsay, Parijs[29]
- 4 werken (1876-1878) in het Musée des Beaux-Arts de Nice, Frankrijk;
- Syrian Chief, Lewes Town Hall, Lewes, East Sussex[30]
- Biddende oude man (1841), Villa Vauban - Musée d’Art de la Ville de Luxembourg[31]
- Portret Koning Willem II - Paleis-Raadhuis, Tilburg, Nederland[32]
- Battle of the Golden Spurs - De Slag der Gulden Sporen (1836), Onze-Lieve-Vrouwekerk

Bron: 

## Privéleven
Nicaise De Keyser huwde in 1840 op 27-jarige leeftijd met schilderes Maria Isabella Telghuis (1815, Verviers - 1879, Antwerpen) waarmee hij zes kinderen had: Emile, Ernest, Petrus Ludovicus (1846-1889), pastoor Raymond (1846-1880), Maria (1847-1924) en Gabrielle. Zijn vrouw was een oud-leerling van hem en dochter van een handelaar.
Zijn dochter Maria De Keyser was tevens schilderes en stichtte in 1887 in het ouderlijk huis een kinderkolonie.
Het gezin woonde van oktober 1844 tot 1881 in een barok herenhuis, gedateerd 1639, op een site van 1.598 m² op de Oudaan 14 in Antwerpen. De tekeningen die De Keyser maakte van het herenhuis werden later door de erfgenamen van zijn dochter Marie geschonken aan het KMSKA.
In de Warandestraat nr. 15 in Antwerpen (nu Karel Oomsstraat 24 en een Kunsthumaniora) kocht Nicaise De Keyser tevens een 19de-eeuws landhuis “Kasteel Fester” dat hij in 1875 liet verbouwen in neo-Vlaamse renaissancestijl door architect Joseph Schadde. In 1882 werd het koetshuis verbouwd tot zijn schildersatelier. De Keyser woonde er sindsdien met zijn gezin tot zijn overlijden in 1887.

## Trivia
- De Belgisch lithograaf en schilder Louis Ghémar portretteerde De Keyser in 1854;
- De Belgische kunsthistoricus Henri Hymans schreef in 1889 een biografie “Notice sur la vie et les travaux de Nicaise de Keyser” over De Keyser. De biografie omvat een chronologisch overzicht van alle werken van de kunstenaar.
- Diverse straten in Antwerpen zijn genoemd naar Nicaise de Keyser: De Keyserlei, De Keyserhoeve
- De dichter, Theodoor van Ryswyck (nonkel van burgemeester Jan Van Rijswijck) schreef een gedicht over Nicaise De Keyser.